# Скотт Хоїнг
Скотт Річард Хоїнг, або Хоінг (англ. Scott Richard Hoying; нар. 17 вересня 1991, Арлінгтон, штат Техас, США) — американський співак, музикант і композитор, який став відомим як баритон у складі акапельної групи Pentatonix та засновник музичного дуету Superfruit. Станом на червень 2021 року Pentatonix випустила одинадцять альбомів і два EP, чотири пісні з яких потрапили до Billboard Hot 100. Група також отримала три нагороди Греммі як «перша акапельна група, що досягла неймовірного успіху на теренах сучасного ринку музики». Станом на лютий 2019 року, канал Superfruit на YouTube має понад 2,4 мільйона підписників і понад 392 мільйони переглядів.

## Раннє життя та освіта
Скотт Річард Хоїнг народився в Арлінгтоні, штат Техас, у сім'ї Конні та Ріка Хоїнгів. У шкільному віці він познайомився з Мітчем Грассі, іншим співзасновником Pentatonix і його майбутнім колегою у дуеті Superfruit. Навчаючись у середній школі Мартіна, він також зустрів Кірстін Мальдонадо, яка теж стала засновницею групи. Хоїнг і Грассі були активними в театральному мистецтві Арлінгтона і зустрілись вперше, коли були залучені до мюзикла Енні. Також вони обидва грали на фортепіано. Хлопці не стали найкращими друзями відразу, а протягом певного часу лише веселились разом; згодом їх відправили в різні школи на півтора року, через що вони не бачились, але згодом возз'єдналися під час виступу в мюзиклі « Чарлі і шоколадна фабрика» . Після закінчення середньої школи Скотт короткий час навчався в Університеті Південної Каліфорнії, де вивчав попмузику.
Pentatonix починали як тріо, оскільки Хоїнг, Грассі та Мальдонадо мали досвід співу в хорі протягом більшої частини шкільного життя. Ці троє швидко написали акапела кавер на спільну з Бейонсе пісню Леді Гаги «Телефон» (2010), щоб позмагатися у конкурсі місцевої радіостанції, призом якого була зустріч з акторами Glee. Їм не вдалося, але тріо продовжувало змагатися та виступати, набуваючи популярності.
Справжній успіх почався з того, що Хоїнг дізнався про конкурс The Sing-Off для виконавців а капела. Він зацікавився цим жанром ще в коледжі. Це був перший раз, коли учасники тріо по-справжньому зробили вибір на користь а капела. Правила шоу вимагали, аби в групах було більше п'яти учасників, тому склад поповнили бас-вокаліст Аві Каплан та співак-бітбоксер Кевін Олусолу. Після перемоги група переїжджає до Лос-Анджелеса для запису альбомів. Головна їхня мета — стати першою сучасною всесвітньовідомою акапела-групою, що вони згодом і втілять у життя.

## Кар'єра

### Pentatonix
Pentatonix — це акапела квінтет, більшість пісень якого є каверами, а більша частина успіху досягнута завдяки гастролям, у тому числі міжнародним. У 2011 році вони привернули національну увагу в США, виступаючи в реаліті-шоу компанії NBC The Sing-Off, в якому вони здобули перемогу. Група отримала лейбл звукозапису, який відмовився від них, оскільки їхня аудиторія була надто нішевою: не було ні гарантій продажу альбомів, ні можливості продажу квитків на концерти. Проте група вважала таке рішення прийнятним, адже приблизно в кінці 2012 року Pentatonix почали публікувати відео на YouTube, привертаючи увагу нових міжнародних шанувальників. Pentatonix також випустили дебютний EP, PTX, Volume 1, на своєму новому лейблі в червні 2012 року, після якого у листопаді побачив світ різдвяний альбом EP PTXmas. Вони записали кавери на 40 поп-хітів, як-от « Somebody That I Used to Know» (2011) авторства Gotye, « Gangnam Style» (2012) авторства Psy і «We Are Young» (2011) авторства Fun. Їхнім великим хітом стало відео у листопаді 2013 року, яке поєднало пісні Daft Punk. Відео набрало десять мільйонів переглядів за перший тиждень після випуску і стало популярним, згодом перетнувши межу в 150 мільйонів переглядів; станом на січень 2020 року у нього понад 320 мільйонів переглядів.
Уже в березні 2015 року їхній YouTube канал налічував 7.6 мільйона підписників, в жовтні 2019-го ця цифра зросла до сімнадцяти мільйонів, а в грудні 2020 року перетнула межу у 18,9 мільйона. Загальна кількість переглядів вже налічувала понад три мільярди. Станом на лютий 2020 року вони мали понад 4,4 мільярда переглядів; у них також є два мільйони підписників в Instagram і 3,6 мільйона у Facebook .
Співаки постійно випускають відео на YouTube, майже кожне з яких набирає понад мільйон переглядів. Група багато гастролює, зокрема Північною Америкою, Європою, Азією та Латинською Америкою. Станом на грудень 2016 року вони відвідали близько сорока країн, з'являлися в шоу та фільмах, як-от « Кістки» та « Ідеальний голос 2» (2015), а також у власному телевізійному шоу «Різдвяний випуск Pentatonix» (2016).
Станом на червень 2021 року Pentatonix випустила одинадцять альбомів, десять з яких побували у десятці найкращих на Billboard 200, а сумарні продажі усіх альбомів сягнули десяти мільйонів одиниць, включаючи два альбоми, які посідали перше місце у Billboard 200 і п'ять альбомів різдвяної музики. Чотири пісні потрапили у сотню кращих за версією в Billboard Hot 100, а ще за три пісні група отримала три нагороди Греммі. Зокрема, за мікс із пісень Daft Punk, присвячений французькому дуету електронної музики (2015); кавер на «Танець цукрової феї сливи» Петра Ілліча Чайковського (2016); кавер на пісню «Jolene» разом з Доллі Партон (2017). Окрім звичайних турів, Pentatonix влаштовують різдвяні гастролі. Їхній альбом «Thats's Chrismas to Me» (2014) став найпопулярнішим різдвяним альбомом у категорії «групи з двох або більше осіб» з 1962 року, а 11 лютого 2016 був сертифікований як подвійно платиновий.
Учасники знаходять натхнення для створення кавер-версій сучасної музики та міжнародної класики, а опісля, якщо всі члени групи вважають, що конкретна робота варта уваги, то вони створюють повноцінне аранжування; у цьому їм допомагає їхній друг та продюсер Бен Брем. Хоча група була відома завдяки своїм каверам та переаранжуванням популярних пісень, у жовтні 2015 року світ побачив їхній власний альбом «Pentatonix», який скалдався лише з нових пісень. Таким чином Penatonix стали першою акапела-групою, альбом якої посів першу сходинку в підбірці всіх альбомів Billboard 200. Їхнє солд-аут турне Північною Америкою (2015 року) задокументовано у фільмі «On My Way Home». Грассі зазначив, що факт належності його та Хоїнга до ЛГБТ-спільноти позитивно оцінили шанувальники групи, а звичайною практикою стали жителі Середнього Заходу та християни, які дякували за те, що хлопці допомогли їм прийняти своїх дітей із спільноти ЛГБТК.

### Superfruit

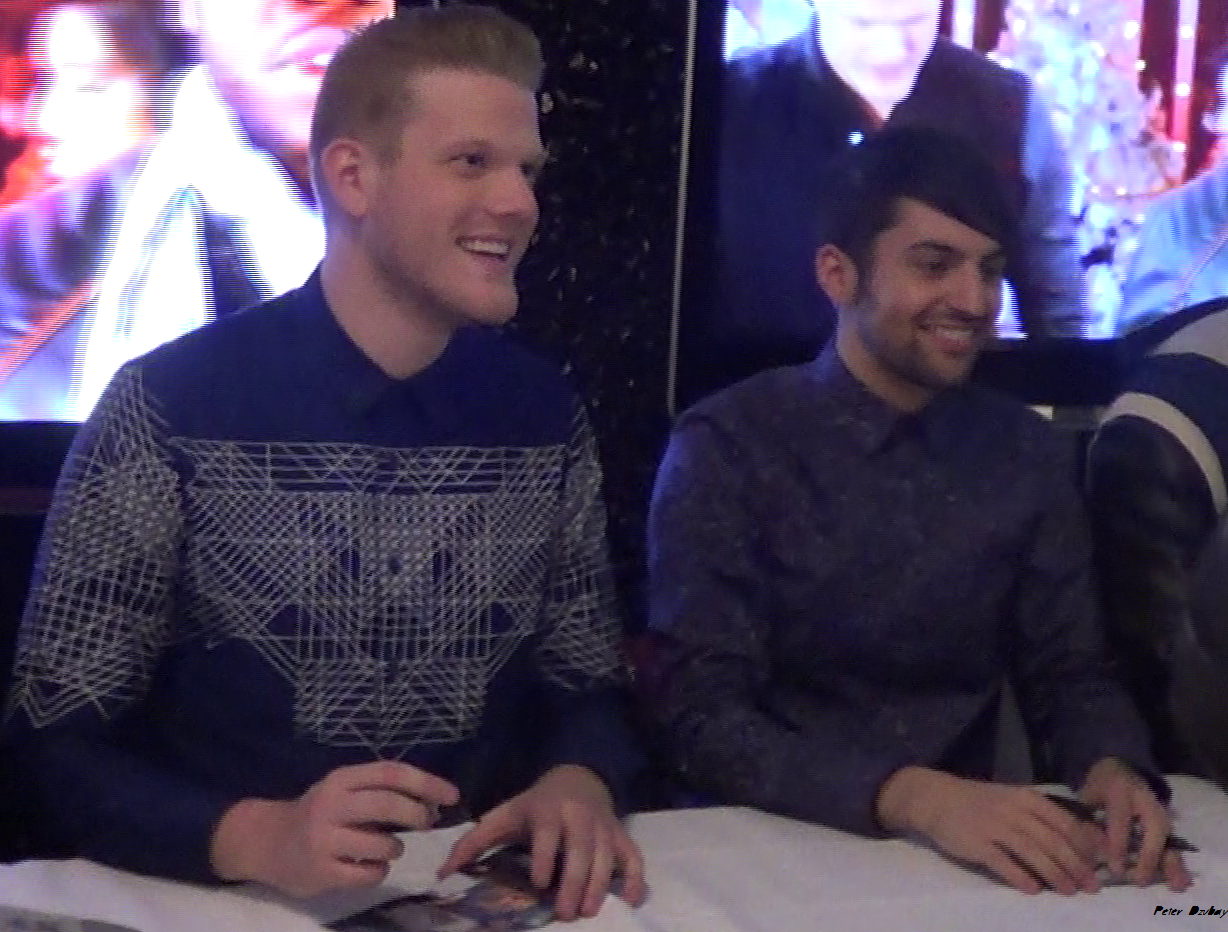
Хоїнг та Грассі (фото 2014 року) у складі дуету Superfruit

Хоїнг і Мітч Грассі, знімають відеоблоги, комедійні відео та музичні композиції у дуеті на YouTube та швидко набирають прихильників. Після сотень відео вони помітили, що найбільш популярними стають саме музичні, тому створили Superfruit. Найпопулярніші відео: Frozen Medley (з понад тринадцятьома мільйонами переглядів станом на квітень 2016 року) ; "Evolution of Miley Cyrus " (12,8 мільйона) і мікс із альбомів Бейонсе (з понад дванадцятьма мільйонами). За словами Хойїнга, Superfruit «був випадковою ідеєю Мітча». Хойїнг також зазначив: «Нашим першим правилом щодо проекту Superfruit було те, що він створюваввся з метою розваг, . . . Він мав існувати, аби ми могли бути незалежними і робити все, що нам подобається. То чому б не писати історії, які ми хочемо писати, не знімати відео, які ми хочемо робити, навіщо накладати на це все обмеження? Ми не дуже піклувалися про те, щоб привести цей проект до успіху. . . І я думаю, що саме це цінують шанувальники» Перше відео Superfruit було опубліковано 13 серпня 2013 року. У Pentatonix було вирішено, що гастролі квінтету мають більший пріоритет, аніж такі самі події дуо Superfruit. Це правило допомогло вирішувати поудальший розклад учасників. Грассі вважає, що Superfruit є вульгарнішим, « більш товариським і трохи відкритішим, розкутішим».
Починаючи з 2016 року, вони почали писати власну музику для проекту. EP Superfruit Future Friends, Part One дебютував у червні 2017 року, а друга його частина — у вересні 2017 року, після чого вийшов повноформатний альбом з такою ж назвою . Концепція EP полягає в тому, що справжня дружба може бути значущішою, ніж будь-які романтичні стосунки. До проекту було залучено авторів пісень і продюсерів, включаючи Даніеля Омеліо, Джастіна Трантера та Джона Хілла і створювали відео на кожну пісню. Альбом отримав схвалення критиків і піднявся на дев'яте місце в чарті альбомів Billboard 200.

### Проект Acapop! KIDS
У жовтні 2019 року Хоїнг започаткував ще одну акапела-групу з учасниками віком до 17 років та назвав її Acapop! KIDS.
18 серпня 2020 року 15-річний бітбоксер і учасник Нолан Гіббонс помер уві сні від синдрому раптової несподіваної смерті . В його пам'ять Acapop! KIDS записали меморіальне відео, у якому виконали пісню Нолана з прослуховування «This City» Сема Фішера.

## Нагороди та номінації
| Рік  | Категорія                                    | Виконання                                       | Результат  | Пос.   |
| ---- | -------------------------------------------- | ----------------------------------------------- | ---------- | ------ |
| 2017 | Вражаюче музичне виконання в денній програмі | «God Rest Ye Merry Genltlemen» у шоу Рейчел Рей | Номіновано | [ 46 ] |
| 2021 | Вражаюча власна пісня                        | «Cabana Boy Troy» у шоу Келлі Кларксон          | Номіновано | [ 47 ] |

| Рік  | Категорія                                        | Виконання                       | Результат | Пос.   |
| ---- | ------------------------------------------------ | ------------------------------- | --------- | ------ |
| 2015 | Найкраще інструментальне чи а капела аранжування | «Daft Punk»                     | Перемога  | [ 48 ] |
| 2016 | Найкраще інструментальне чи а капела аранжування | «Dance of the Sugar Plum Fairy» | Перемога  | [ 49 ] |
| 2017 | Найкраще кантрі виконання дуетом або групою      | «Jolene» (з Dolly Parton)       | Перемога  | [ 50 ] |

| Рік  | Категорія                     | Виконання                      | Результат  | Пос.   |
| ---- | ----------------------------- | ------------------------------ | ---------- | ------ |
| 2014 | Найкращий кавер               | «Daft Punk»                    | Перемога   | [ 51 ] |
| 2014 | Найкраща власна пісня         | «Love Again»                   | Номіновано | [ 51 ] |
| 2014 | Найкращий музичний виконавець | Pentatonix                     | Номінація  | [ 51 ] |
| 2015 | Найкраща колаборація          | Pentatonix та Ліндсі Стерлінг  | Номіновано | [ 52 ] |
| 2015 | Найкращий кавер               | «Evolution of Michael Jackson» | Номіновано | [ 52 ] |

| Рік  | категорія       | Виконання                         | Результат | Пос.   |
| ---- | --------------- | --------------------------------- | --------- | ------ |
| 2013 | Відгук року     | "Radioactive" (з Ліндсі Стерлінг) | Перемога  | [ 53 ] |
| 2015 | Виконавець року | Pentatonix                        | Перемога  | [ 54 ] |

| Рік  | Категорія                       | Виконання  | Результат | Пос.   |
| ---- | ------------------------------- | ---------- | --------- | ------ |
| 2015 | Найкращий виконавець на YouTube | Pentatonix | перемога  | [ 55 ] |

| Рік  | Категорія                       | Виконання              | Результат  | Пос.   |
| ---- | ------------------------------- | ---------------------- | ---------- | ------ |
| 2015 | Кращий альбом із Billboard 200  | That's Christmas to Me | Номіновано | [ 56 ] |
| 2015 | Кращий виконавець Billboard 200 | Pentatonix             | Номіновано | [ 57 ] |

| Рік  | Категорія                                           | Виконання  | Результат | Пос.   |
| ---- | --------------------------------------------------- | ---------- | --------- | ------ |
| 2017 | Найкраща хореографічна постановка в музичному відео | Sweet Life | Перемога  | [ 58 ] |